# Impressió a doble cara

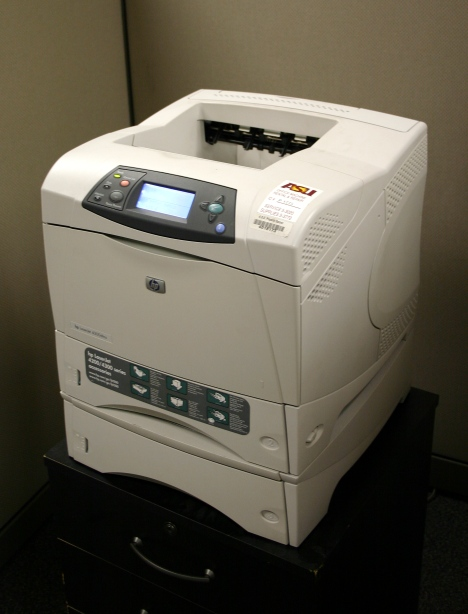
HP LaserJet 4200 (Duplex)

La impressió a doble cara o impressió dúplex és una característica de les impressores que permet imprimir automàticament un full de paper per les dues cares.

## Visió general
Els dispositius d'impressió dúplex, segons les opcions, el programari i la configuració de la impressora, poden imprimir una pàgina d'una sola cara a una pàgina d'una sola cara (1:1) o una pàgina de dues cares a dues cares (2:2). Molts també poden combinar pàgines d'una sola cara en un format de pàgina de doble cara (1:2). També hi ha disponibles formats de fullet a doble cara (2:2 amb plec central), depenent de les sortides opcionals de la impressora.

## Formats d'impressió
Els documents impresos a doble cara es poden imprimir per enquadernar-los pel costat curt o pel costat llarg. Aquesta funcionalitat està disponible principalment en impressores que inclouen un comunicador dúplex. L'enquadernació per la vora llarga en mode vertical permet girar les pàgines d'un costat a l'altre com un llibre. L'enquadernació de vora curta permet orientar correctament les pàgines si es giren verticalment, com en un bloc de notes. Aquesta segona forma d'impressió/enquadernació de vegades es coneix com a "tumble" (o "rotada"). Si la impressió es fa en mode horitzontal, aquests conceptes es transposen, ja que la direcció d'impressió és diferent.

## Característiques
La majoria de les impressores poden imprimir automàticament per un sol costat del paper (impressió simple). Les impressores de doble cara utilitzen un alimentador especial de documents o una unitat que capgira el paper després d'haver imprès la primera cara. Aquest sistema funciona juntament amb un programari que permet a lordinador imprimir per les dues cares.
Normalment la impressió dúplex (a dues cares) està integrada en impressores especials de doble cara, però actualment algunes impressores es poden modernitzar adquirint la impressió dúplex. Aquests dispositius tenen lavantatge destalviar a lusuari lesforç de donar la volta manualment al paper si volen imprimir per les dues cares amb una impressora normal.
Per fer manualment la impressió a doble cara, cal que l'ordre d'impressió sigui invertit . És a dir, la darrera pàgina que s'imprimeixi ha de ser la primera pàgina del document. En primer lloc s'han d'imprimir les pàgines senars. A continuació s'han d'inserir els folis anteriors a la safata de la impressora, parant atenció que l'orientació sigui la correcta. Finalment, s'imprimeixen les pàgines parells.